# ALUP Kompressoren
ALUP Kompressoren GmbH — німецька компанія, виробник компресорів і іншого устаткування для стисненого повітря. Розташовується в місті Керген під Штутгартом. 

## Історія
Діяльність компанії починалася в 1923 році з виробництва насосів для автомобільних шин в невеликий ремонтній майстерні. Протягом перших 60 років роботи компанії її компресори були виключно промисловими поршневими, а в 1980 році на розробку й у виробництво було запущено індустріальні гвинтові компресори, саме цей напрямок в даний час є основним для компанії.
До 1997 року компанія працювала лише на європейському ринку. З 2000 року в складі італійської компанії ABAC Group. На початку 2004 року компанія відкрила офіційне представництво в Росії. 2007 року компанія Atlas Copco придбала ABAC Group, і з того часу за рішенням уряду Німеччини бренд ALUP не міг бути використаний в Німеччині протягом 5 років — компресори марки ALUP експортуються, а в Німеччині продавалися під брендом Agre.

## Виробництво
Основні виробничі потужності компанії розташовані в містах Брендола (Італія), Антверпен (Бельгія) та Санкт-Ульріх (Австрія).
Під маркою компанії виходять серії компресорів SONETTO, SCK, LARGO, ALLEGRO, LENTO.